# Trebeľovce
Trebeľovce (węg. Terbeléd) – wieś (obec) na Słowacji położona w kraju bańskobystrzyckim, w powiecie Łuczeniec. Pierwsze wzmianki o miejscowości pochodzą z roku 1246. 
Według danych z dnia 31 grudnia 2012, wieś zamieszkiwały 943 osoby, w tym 461 kobiet i 482 mężczyzn.
W 2001 roku rozkład populacji względem narodowości i przynależności etnicznej wyglądał następująco:
- Słowacy – 70,96%
- Czesi – 0,31%
- Romowie – 2,76%
- Węgrzy – 25,26%

Ze względu na wyznawaną religię struktura mieszkańców kształtowała się w 2001 roku następująco:
- Katolicy rzymscy – 90,8%
- Grekokatolicy – 0,2%
- Ewangelicy – 3,27%
- Ateiści – 4,29%
- Nie podano – 0,72%